# Iugu
A Iugu é uma fintech brasileira fundada em 2012 no Mato Grosso do Sul, especializada na automação e gestão de pagamentos recorrentes. Voltada para empresas de diversos setores, a Iugu oferece uma infraestrutura de pagamentos que simplifica processos financeiros, como emissão de boletos, cobranças e conciliações automáticas. A fintech se posiciona como uma facilitadora para negócios digitais que buscam otimizar a gestão financeira.
Em 2020, a Iugu recebeu aportes significativos que ajudaram a expandir sua atuação no mercado. A empresa tem focado em oferecer soluções tanto para o comércio online quanto para o varejo físico, acompanhando as mudanças nas demandas do mercado de pagamentos no Brasil; recentemente, a Iugu alcançou EBITDA positivo. 